# 久邇正子
久邇 正子（くに まさこ、1926年〈大正15年〉12月8日 - ）は日本の元皇族。久邇宮朝融王と同妃知子女王の第1王女。多嘉王の第3王子で伯爵梨本徳彦の元妻。旧名は、正子女王（まさこじょおう）。皇籍離脱前の身位は女王で、皇室典範における敬称は殿下。旧姓は、龍田、梨本。香淳皇后の姪、上皇の従姉、今上天皇の従伯母にあたる。

## 略歴
1926年（大正15年）12月8日午後1時3分、久邇宮朝融王と同妃知子女王の第1王女として誕生。御七夜の12月14日に「正子」と命名された。1944年（昭和19年）12月13日、父宮朝融王の従弟である龍田徳彦伯爵との結婚が勅許された。翌1945年（昭和20年）4月22日に降嫁した。その後、1946年（昭和21年）に長男・徳久、1950年（昭和24年）に長女・豊子、1952年（昭和27年）に次女・鑑代子の1男2女を儲ける。1966年（昭和41年）に夫婦揃って梨本宮守正王妃であった梨本伊都子の依頼で同家の養子となり祭祀を継承し、梨本姓を名乗る。しかし、その後、夫の徳彦とは、1980年（昭和55年）に調停離婚し、以後は「久邇 正子（くに まさこ）」となる。

## 栄典
- 1940年（昭和15年）8月15日 - 紀元二千六百年祝典記念章[7]

## 血縁
- 父：久邇宮朝融王
- 母：朝融王妃知子女王
- 兄弟：正子女王 - 朝子女王 - 邦昭王 - 通子女王 - 英子女王 - 朝建王 - 典子女王 - 朝宏王
- 元夫：梨本徳彦
- 子：
  - 第1男子：龍田徳久
    - 龍田吉光（1980年生。独身）

  - 第1女子：龍田豊子（西坂豊喜の妻）
  - 第2女子：龍田鑑代子（ホテルオークラ菊地健郎の妻）
- 叔母: 香淳皇后（昭和天皇皇后）
- 従兄弟: 明仁上皇
- 従甥: 今上天皇